# Saison 1 de Mixed-ish
Cet article recense la liste des épisodes de la série télévisée américaine Mixed-ish diffusée depuis le 24 septembre 2019 sur ABC.

## Distribution
- Arica Himmel : Rainbow « Bow » Johnson
  - Tracee Ellis Ross : Rainbow Johnson (adulte, narration)
- Tika Sumpter : Alicia Johnson
- Mark-Paul Gosselaar : Paul Jackson (série)
  - Anders Holm : Paul Jackson (pilote)
- Gary Cole : Harrison Jackson III
- Christina Anthony : Denise
- Mykal-Michelle Harris : Santamonica Johnson
  - Rashida Jones : le futur Santamonica Johnson
- Ethan William Childress : Johan Johnson
  - Daveed Diggs : le futur Johan Johnson

## Épisodes

### Épisode 1:Dans la peau de Rainbow
- États-Unis /  Canada : 24 septembre 2019 sur ABC / Citytv

- Histoire : Kenya Barris, Peter Saji & Tracee Ellis Ross
- Mise en scène : Kenya Barris & Peter Saji

- États-Unis : 3,91 millions de téléspectateurs[1] (première diffusion)

### Épisode 2:La guerrière
- États-Unis /  Canada : 1er octobre 2019 sur ABC / Citytv

- États-Unis : 3,51 millions de téléspectateurs[2] (première diffusion)

### Épisode 3:Je veux ce que cheveux
- États-Unis /  Canada : 8 octobre 2019 sur ABC / Citytv

- États-Unis : 3,43 millions de téléspectateurs[3] (première diffusion)

### Épisode 4:L'amour est un champ de bataille
- États-Unis /  Canada : 15 octobre 2019 sur ABC / Citytv

- États-Unis : 2,73 millions de téléspectateurs[4] (première diffusion)

### Épisode 5:Mon cavalier pour aller danser
- États-Unis /  Canada : 22 octobre 2019 sur ABC / Citytv

- États-Unis : 3,02 millions de téléspectateurs [5] (première diffusion)

### Épisode 6:Le quota
- États-Unis /  Canada : 29 octobre 2019 sur ABC / Citytv

- États-Unis : 3,10 millions de téléspectateurs[6] (première diffusion)

### Épisode 7:Le country club
- États-Unis /  Canada : 12 novembre 2019 sur ABC / Citytv

- États-Unis : 2,80 millions de téléspectateurs[7] (première diffusion)

### Épisode 8:Science inexacte
- États-Unis /  Canada : 19 novembre 2019 sur ABC / Citytv

- États-Unis : 2,62 millions de téléspectateurs[8] (première diffusion)

### Épisode 9:Genres de clichés et clichés de genres
- États-Unis /  Canada : 26 novembre 2019 sur ABC / Citytv

- États-Unis : 2,75 millions de téléspectateurs[9] (première diffusion)

### Épisode 10:Un solstice glacial
- États-Unis /  Canada : 10 décembre 2019 sur ABC / Citytv

- États-Unis : 2,96 millions de téléspectateurs[10] (première diffusion)

### Épisode 11:Je suis triste
- États-Unis /  Canada : 7 janvier 2020 sur ABC / Citytv

- États-Unis : 4,77 millions de téléspectateurs[11] (première diffusion)

### Épisode 12:Les stéréotypes
- États-Unis /  Canada : 14 janvier 2020 sur ABC / Citytv

- États-Unis : 3,68 millions de téléspectateurs[12] (première diffusion)

### Épisode 13:Mon père, ce héros
- États-Unis /  Canada : 21 janvier 2020 sur ABC / Citytv

- États-Unis : 2,36 millions de téléspectateurs[13] (première diffusion)

### Épisode 14:Le retour d'Eleanor
- États-Unis /  Canada : 28 janvier 2020 sur ABC / Citytv

- États-Unis : 2,32 millions de téléspectateurs[14] (première diffusion)

### Épisode 15:Premier rendez-vous
- États-Unis /  Canada : 11 février 2020 sur ABC / Citytv

- États-Unis : 2,35 millions de téléspectateurs[15] (première diffusion)

### Épisode 16:La prime de la discorde
- États-Unis /  Canada : 18 février 2020 sur ABC / Citytv

- États-Unis : 2,52 millions de téléspectateurs[16] (première diffusion)

### Épisode 17:Dis bonjour comme un adieu
- États-Unis /  Canada : 25 février 2020 sur ABC / Citytv

- États-Unis : 2,30 millions de téléspectateurs[17] (première diffusion)

### Épisode 18:Les parents, ça ne comprend rien
- États-Unis /  Canada : 17 mars 2020 sur ABC / Citytv

- États-Unis : 2,86 millions de téléspectateurs[18] (première diffusion)

### Épisode 19:Docteur! Docteur!
- États-Unis /  Canada : 24 mars 2020 sur ABC / Citytv

- États-Unis : 2,86 millions de téléspectateurs[19] (première diffusion)

### Épisode 20:Mauvais garçons
- États-Unis /  Canada : 7 avril 2020 sur ABC / Citytv

- États-Unis : 2,84 millions de téléspectateurs[20] (première diffusion)

### Épisode 21:Rien ne peut plus nous arrêter
- États-Unis /  Canada : 14 avril 2020 sur ABC / Citytv

- États-Unis : 2,46 millions de téléspectateurs

### Épisode 22:Chaque bonne action
- États-Unis /  Canada : 28 avril 2020 sur ABC / Citytv

- États-Unis : 2,75 millions de téléspectateurs

### Épisode 23:Tu as tout pour moi
- États-Unis /  Canada : 5 mai 2020 sur ABC / Citytv

- États-Unis : 2,63 millions de téléspectateurs